# 노스 아메리칸 위민스 베이스볼 리그
노스 아메리칸 위민스 베이스볼 리그(North American Women's Baseball League)는 보스턴에서 유래된 여자 야구 아마추어 리그이다.